# Макс Шрек
Макс Шрек, рођен као Фридрих Шрек (6. септембар 1879, Берлин, Њемачко царство — 20. фебруар 1936, Минхен, Нацистичка Њемачка) био је њемачки глумац. Одиграо је низ улога у експресионистичким филмова, од којих је најпознатија улога грофа Орлока у култном њемачком хорору Носферату – Симфонија ужаса, рађеног по роману Дракула писца Брема Стокера.

## Легенда
Постоји занимљива легенда о овоме глумцу. Наиме претпоставља се да је он заиста био вампир којег је Фридрих Вилхелм Мурнау намјерно унајмио за лик грофа Орлока (мисли се на грофа Дракулу али је његово име морало бити промијењено јер Мурнау није добио овлашћење за права имена из романа). Претпоставка је та да је Мурнау унајмио правог вампира да би што више дочарао филм. По овој легенди 2000. године снимљен је филм Сенка вампира, гдје Шрека глуми амерички глумац Вилем Дафо.

## Изабрана филмографија
- Животиња од челика (1935)
- Продана невјеста (1932)
- Земља осмијеха (1930)
- Лудвиг II, краљ Баварије (1929)
- Борба за Тертију (1929)
- На ивици свијета (1927)
- Нејтан мудри (1923)
- Носферату – Симфонија ужаса (1922)[1]
- Прича о Кристини фон Хири (1921)